# 萊斯科維克

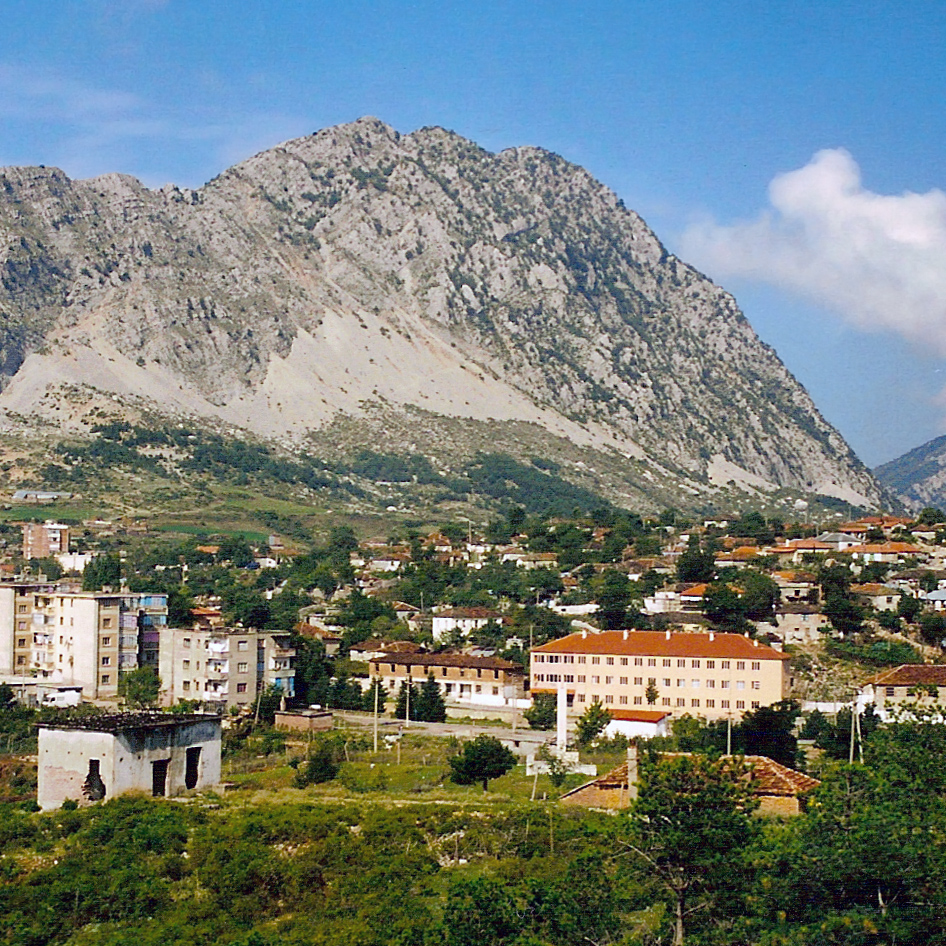
萊斯科維克

萊斯科維克是阿爾巴尼亞東南部科赤州科洛涅市镇的行政分区及城鎮。毗鄰與希臘接壤的邊境，海拔高度913米，該鎮在十五世紀被奧托曼帝國管治，2011年人口1,525。